# Henning Svensson
Henning Svensson (ur. 19 października 1891 w Partille, zm. 23 stycznia 1979 tamże) – szwedzki piłkarz, reprezentant kraju grający na pozycji obrońcy.

## Kariera klubowa
Podczas swojej kariery piłkarskiej Henning Svensson występował w IFK Göteborg. Z IFK pięciokrotnie zdobył mistrzostwo Szwecji w sezonach 1912/1913, 1913/1914, 1914/1915, 1915/1916 i 1916/1917.

## Kariera reprezentacyjna
W reprezentacji Szwecji Svensson zadebiutował 16 czerwca 1912 w wygranym 2-1 towarzyskim meczu z Norwegią. W 1912 był w kadrze Szwecji na Igrzyska Olimpijskie w Sztokholmie. Na turnieju w Szwecji był rezerwowym i nie wystąpił w żadnym meczu. Ostatni raz w reprezentacji wystąpił 29 czerwca 1923 w wygranym 2-1 towarzyskim meczu z Niemcami. W sumie wystąpił w 20 spotkaniach.

## Kariera trenerska
Po zakończeniu kariery piłkarskiej Svensson został trenerem. Trzykrotnie w latach 1924–1929, 1931–1932 i 1943 prowadził IFK Göteborg. Trenował również Falkenbergs FF.